# هارتلند، ورمونت
هارتلند (به انگلیسی: Hartland) یک منطقهٔ مسکونی در ایالات متحده آمریکا است که در شهرستان وینزر، ورمانت واقع شده‌است.
 هارتلند ۱۱۷٫۰ کیلومتر مربع مساحت و ۳٬۳۹۳ نفر جمعیت دارد و ۲۷۶ متر بالاتر از سطح دریا واقع شده‌است.